# Rumania en la Copa Mundial de Fútbol de 1930
La selección de Rumania fue una de las 13 participantes en la Copa Mundial de Fútbol de 1930, que se realizó en Uruguay. En el sorteo quedó emparejada en el Grupo C junto a las selecciones de Perú y el anfitrión Uruguay. En su primer partido derrotó por 3:1 a la selección peruana, pero luego cayó con Uruguay por 0:4, quedando eliminada en primera ronda.

## Jugadores
| #     | Nombre              | Posición         | Edad             | Club                 |
| ----- | ------------------- | ---------------- | ---------------- | -------------------- |
|       | Ștefan Barbu        | Delantero        | 22               | Gloria Arad          |
|       | Rudolf Bürger       | Defensa          | 21               | Chinezul Timișoara   |
|       | Iosif Czako         | Defensa          | 24               | Reșița               |
|       | Adalbert Desu       | Delantero        | 21               | Reșița               |
|       | Alfred Eisenbeisser | Mediocampista    | 22               | Dragoș Vodă Cernăuți |
|       | Nicolae Kovács      | Delantero        | 18               | Banatul Timişoara    |
|       | Ion Lǎpuşneanu      | Portero          | 21               | Sportul Studențesc   |
|       | László Raffinsky    | Mediocampista    | 25               | Juventus de Bucarest |
|       | Corneliu Robe       | Mediocampista    | 22               | Olympia Bucarest     |
|       | Constantin Stanciu  | Delantero        | 19               | Venus Bucarest       |
|       | Adalbert Steiner    | Defensa          | 23               | CA Timișoara         |
|       | Ilie Subășeanu      | Delantero        | 24               | Olympia Bucarest     |
|       | Emerich Vogl        | Mediocampista    | 24               | Juventus de Bucarest |
|       | Rudolf Wetzer       | Delantero        | 29               | Juventus de Bucarest |
|       | Samuel Zauber       | Portero          | 29               | Maccabi Bucarest     |
| D. T. | Costel Rădulescu    | Costel Rădulescu | Costel Rădulescu | Costel Rădulescu     |

## Participación

### Grupo C
| Equipo  | Pts | PJ | PG | PE | PP | GF | GC | Dif |
| ------- | --- | -- | -- | -- | -- | -- | -- | --- |
| Uruguay | 4   | 2  | 2  | 0  | 0  | 5  | 0  | 5   |
| Rumania | 2   | 2  | 1  | 0  | 1  | 3  | 5  | -2  |
| Perú    | 0   | 2  | 0  | 0  | 2  | 1  | 4  | -3  |

| 14 de julio de 1930, 14:50 | Rumania                            | 3:1 (1:0) | Perú         | Estadio Pocitos, Montevideo                               |                                                           |
|                            | Desu 1' · Stanciu 79' · Kovács 89' | Reporte   | De Souza 75' | Asistencia: 2549 espectadores Árbitro(s): Alberto Warnken | Asistencia: 2549 espectadores Árbitro(s): Alberto Warnken |

| 21 de julio de 1930, 14:50 | Uruguay                                         | 4:0 (4:0) | Rumania | Estadio Centenario, Montevideo                           |                                                          |
|                            | Dorado 7' · Scarone 24' · Anselmo 30' · Cea 35' | Reporte   |         | Asistencia: 70 022 espectadores Árbitro(s): Almeida Rego | Asistencia: 70 022 espectadores Árbitro(s): Almeida Rego |